# Ochthoeca oenanthoides
Falso-chasco-canela ou pitajo-canela (Ochthoeca oenanthoides) é uma espécie de ave da família Tyrannidae.
Pode ser encontrada nos seguintes países: Argentina, Bolívia, Chile e Peru.
Os seus habitats naturais são: regiões subtropicais ou tropicais húmidas de alta altitude e matagal tropical ou subtropical de alta altitude.